# Municipio de Charlestown (Minnesota)
El municipio de Charlestown (en inglés: Charlestown Township) es un municipio ubicado en el condado de Redwood en el estado estadounidense de Minnesota. En el año 2010 tenía una población de 208 habitantes y una densidad poblacional de 2,37 personas por km².

## Geografía
El municipio de Charlestown se encuentra ubicado en las coordenadas 44°14′44″N 95°11′4″O / 44.24556, -95.18444. Según la Oficina del Censo de los Estados Unidos, el municipio tiene una superficie total de 87.69 km², de la cual 87,14 km² corresponden a tierra firme y (0,63 %) 0,55 km² es agua.

## Demografía
Según el censo de 2010, había 208 personas residiendo en el municipio de Charlestown. La densidad de población era de 2,37 hab./km². De los 208 habitantes, el municipio de Charlestown estaba compuesto por el 95,19 % blancos, el 4,81 % eran asiáticos. Del total de la población el 0 % eran hispanos o latinos de cualquier raza.